# 南京大学-约翰斯·霍普金斯大学中美文化研究中心

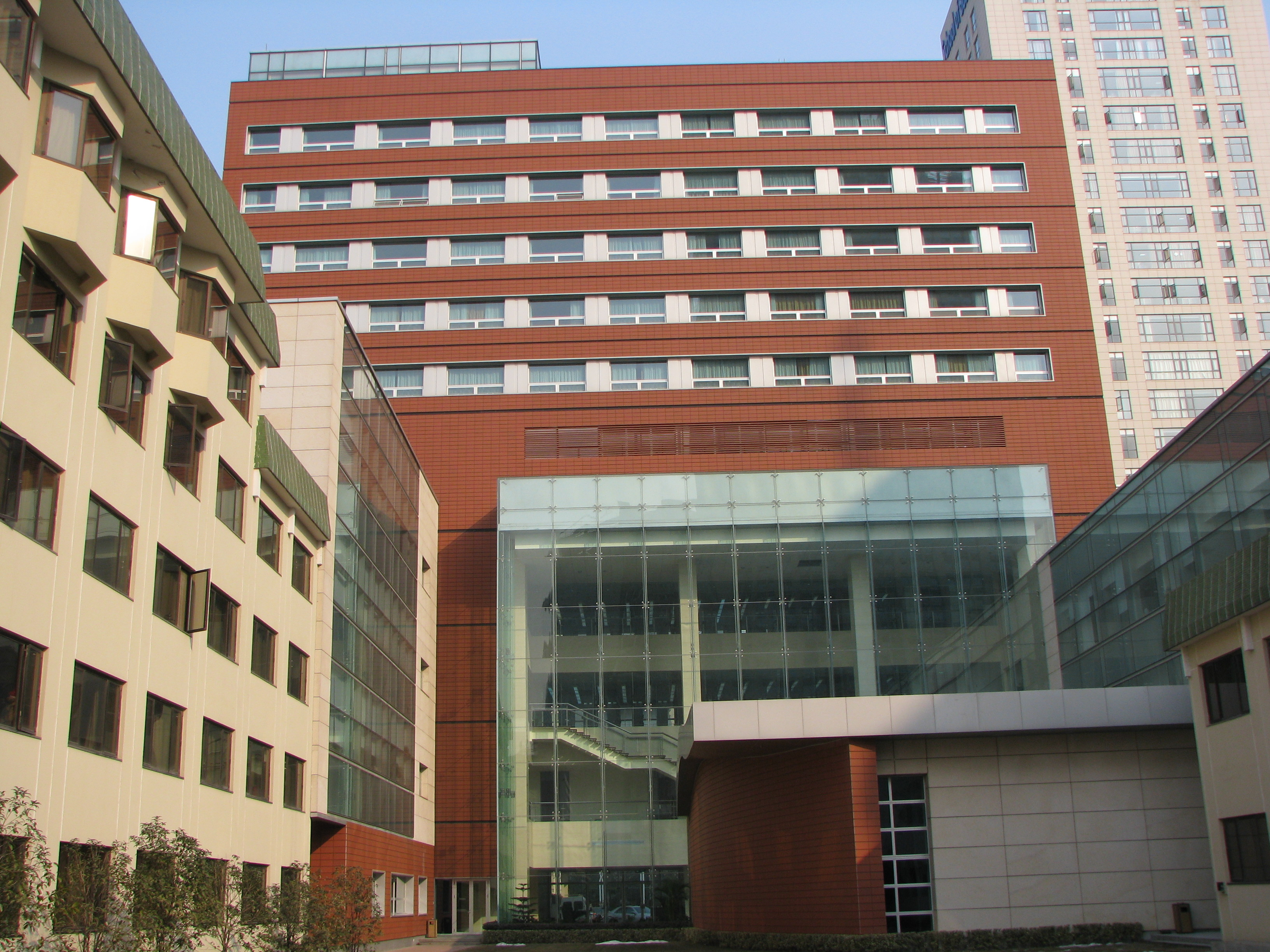
中美文化研究中心大楼

中美文化研究中心全称南京大学-约翰斯·霍普金斯大学中美文化研究中心（英語：The Johns Hopkins University – Nanjing University Center for Chinese and American Studies），簡稱中美中心（英語：SAIS），是中国南京大学和美国约翰斯·霍普金斯大学保罗·尼采高级国际研究学院共同创办的教学与研究机构。中美文化研究中心的使命是培养从事中美两国和国际事务的高级专门人才。

## 成立及成长
- 1979年11月，南京大学校长匡亚明率领中国大学校长代表团赴美考察，与约翰斯·霍普金斯大学校长史蒂文·穆勒（英语：Steven Muller）达成创办中美文化中心的共识。
- 1981年9月，穆勒校长率霍大代表团到宁，与南大校长匡亚明签定了“创建中美文化研究中心的协议”。中美中心项目很快得到中美两国政府的支持。
- 1984年9月1日，举行奠基仪式，中美文化研究中心大楼动土兴建。
- 1986年9月10日，中美文化研究中心举行成立典礼，首期学员开学。
- 2000年10月24日，南京大学—霍普金斯大学国际问题研究所在中美中心成立。
- 2002年11月18日，中美文化研究中心新大楼建设正式奠基。
- 2005年8月，南京大学和霍普金斯大学正式签署在中美中心“建立国际关系专业联合硕士学位的谅解备忘录”。两校将从2006年起联合招收国际关系专业硕士研究生。

## 一年学制项目
中美中心“联合证书项目”是一年制的相当于研究生层次的项目。这一项目要求考生已经完成大学本科学业、并取得学士学位。中美中心每年招收中国学生、美国学生各50名。中国（含大陆及台港澳）学生由南京大学招收，美国学生（含少数其他国际学生）由霍普金斯大学招收。学生在中英双语环境中受到跨学科和跨文化的教育和训练。
中美中心一年学制项目自1986年起开始招生。除2003－2004年度第18期学员因SARS缘故迁至美国夏威夷大学学习以外，其他各期学员皆在位于南京的中美中心完成学业。
一年制项目的毕业生不属于霍普金斯大学的校友，但被视为南京大学的校友。这是因为两所大学对校友的资格定义不同。霍普金斯大学校友会只承认正式学位的获得者为校友，而南京大学校友会则将所有曾以任何形式在南大学习过的人都视为校友。

## 国际研究硕士项目
南京大学和霍普金斯大学将从2006年起联合招收国际研究专业硕士研究生。该学位项目是一种跨学科的、应用型的学术性学位。其培养目标是，造就出能适应当前与未来全球化发展趋势的、能在政治、经济、法律及社会文化等各领域中从事中美两国事务和国际事务的高级专门人才。
中美中心国际研究专业将分为三个研究领域：国际政治、国际经济、比较与国际法。同时设有中国研究和美国研究的辅修专业方向。在选择主修专业方向后，所有研究生还须选择一个辅修或双修的专业方向，中国学生只能选择美国研究为辅修或双修专业方向，国际学生须选择中国研究为辅修或双修专业方向。中美中心国际研究专业硕士研究生学制为两年，学业在中美中心完成，由美方教授授课并任学位论文指导教师。在完成规定的14门课程并通过论文答辩后，即可取得由南大、霍大两校联合授予的硕士学位，这一学位与南京大学、霍普金斯大学授予的其他硕士学位具有同等效力。南京大学和霍普金斯大学决心使该项目的教学质量必须达到国际水准，在两年时间里，中美文化研究中心将为该项目的学生提供一个60门课程以上的课程表。
中美中心国际研究专业硕士研究生中，美国学生（以及少数其他国家学生）由霍普金斯大学招收，中国（包括大陆、台湾、香港和澳门）学生由南京大学招收。
中方学生方面，2006年首届计划招收15~20名学生。考生必须通过2006年的中国硕士研究生国家统一招生考试，并同时拥有美国托福机考（TOEFL-ibt）100分及以上的成绩。

## 国际问题研究所
南京大学—约翰斯·霍普金斯大学国际问题研究所成立于2000年10月24日，2001年9月正式开展研究工作。